# Montanha do Pico
Gora Pico (portugalsko Montanha do Pico) je stratovulkan na otoku Pico, v srednjeatlantskem arhipelagu Azorih. Je najvišja gora na Portugalskem z 2351 metri nadmorske višine in je ena najvišjih atlantskih gora; je več kot dvakrat višja od katerega koli drugega vrha na Azorih.

## Zgodovina
Zgodovinski izbruhi Pica so se zgodili iz odprtin na njegovih bokih in ne v zgornjem kraterju. Leta 1562-64 je izbruh na jugovzhodnem boku povzročil tokove lave, ki so dosegli morje. Še en bočni izbruh leta 1718 je prav tako ustvaril tokove, ki so dosegli obalo. Zadnji izbruh se je zgodil decembra 1718.
29. septembra 2009 so poročali da so fumarole na vrhu gore (Piquinho) začele oddajati vulkanski plin. Središče za seizmično in vulkanološko spremljanje v regiji (CIVISA - Centro de Informação e Vigilância Sismovulcânica dos Açores) je pokazalo, da se je pojav zgodil zgodaj zjutraj, spremenil intenziteto in bil viden na različnih točkah otoka in iz Faiala. Čeprav je dogodek nastal zaradi izjemnih meteoroloških razmer in je bil viden v Centralni skupini, ni prišlo do osvoboditve neobičajnih vulkanskih plinov in vsi drugi parametri so se uvrstili v normalne.

## Geologija
Gora Pico je del vulkanskega kompleksa Madalena, enega od treh vulkanoloških enot, ki obsegajo otok Pico, ki je povezan s tremi zgodovinskimi izbruhi leta 1562, 1718 in 1720 . Trenutna morfologija kaže na starost, ki sega do holocenske starosti, kar potrjujejo radiokarbonska datacija, mlajša od 6000 let. Strukturno lahko ta kompleks razdelimo na dva odseka: vulkan Pico in vzhodno prelomno cono.
Pico je stratovulkan, na vrhu ima krater. Pico Alto je okrogli krater premera 500 metrov in globine 30 metrov na vrhu vulkana, s Piquinhom ali Pico Pequenom (obe imeni pomenita "majhen vrh" v portugalščini), majhnim vulkanskim stožcem, ki se dviga 70 metrov in oblikuje pravi vrh. Medtem je vzhodno prelomno območje sestavljeno iz več havajskih / strombolskih žlindrinih stožcev in s tem povezanih tokov lave, ki so preplavili številne klife, vrezane v starejših enotah in nastale lavine delte (portugalsko fajãs).
Za tektonsko strukturo sta značilna dva sistema prelomov. Glavne WNW-ESE strukture so dekstralni prelomi Lagoa do Capitão in Topo, ki se združujeta na vzhod in tvorita ozek plitev tektonski jarek. Na zahodu je jarek popolnoma pokrit s Pico stratovulkanom, ki se je pojavil pred manj kot 10.000 leti in napolnjen s pretoki lave in stožci v območju vzhodnega preloma, ki vključuje številne vulkanske uravnave in brežine. Druga prelomna cona, ki teče z NNW-SSE, je znatno manjša in vključuje normalne leve bočne, poševne prelomne zdrse, ki so odgovorni za glavne vulkanske izbruhe: prelom Lomba de Fogo-São João (na osnovi izbruha 1718) in Santo António vulkanska uravnava.
Na vrhu Pica (pri Piquinhu) je območje trajne razplinitve, za katero je značilna emisija vodne pare pri temperaturi med 50 ° C in 75 ° C. Poleg tega obstajajo tudi druge zračne odprtine med 1500 metri in 2000 metri nmv, kot tudi razpršeno razplinjevanje vzdolž tektonskega jarka med prelomoma Lagoa do Capitão in Topo. V kraju Silveira (vzdolž južne obale Lajes do Pico), je v podnožju Pica nastal z ogljikovim dioksidom bogat izvir.
Na voljo so pohodniške poti, vzpon na vrh pa se lahko opravi v približno dveh do štirih urah odvisno od kondicije osebe in vremena, ki je lahko precej spremenljivo, zlasti v zimskih mesecih.